# Aryan Tari
Aryan Tari est un joueur d'échecs norvégien né le 4 juin 1999 à Lierkogen.
Au 1er février 2020, il est le numéro deux norvégien et 149e joueur mondial avec un classement Elo de 2 629 points.

## Biographie et carrière
Grand maître international depuis 2016, Aryan Tari a remporté le championnat de Norvège en 2015 (à seize ans).
En novembre 2017, il remporte le titre de champion du monde junior.

## Coupes du monde d'échecs
En 2016, Tari finit 22e du championnat d'Europe d'échecs individuel, ce qui le qualifie pour la Coupe du monde d'échecs 2017. Lors de la coupe du monde, il élimine Gawain Jones au premier tour avant d'être éliminé par Aleksandr Lenderman lors du deuxième tour.
En 2017, il remporte le championnat du monde d'échecs junior, ce qui le qualifie pour la Coupe du monde d'échecs 2019 à Khanty-Mansiïsk en Russie où il est éliminé au premier tour..
Lors de la Coupe du monde d'échecs 2021, il bat le Sud-Africain  Daniel Barrish au premier tour, puis il bat le Canadien Ievgueni Bareïev au deuxième tour et perd au troisième tour face au champion du monde Magnus Carlsen.
| Année | Lieu            | Résultat       | Ultime adversaire   | Adversaires battus                  |
| ----- | --------------- | -------------- | ------------------- | ----------------------------------- |
| 2017  | Tbilissi        | deuxième tour  | Aleksandr Lenderman | David Howell                        |
| 2019  | Khanty-Mansiïsk | premier tour   | Samuel Sevian       |                                     |
| 2021  | Sotchi          | troisième tour | Magnus Carlsen      | Daniel Barrish, Ievgueni Bareïev    |
| 2023  | Bakou           | troisième tour | Magnus Carlsen      | Amro El Jawich, Thai Dai Van Nguyen |

## Compétitions par équipe
Aryan Tari a été sélectionné dans l'équipe norvégienne lors du championnat d'Europe par équipe en 2013 (au premier échiquier à quatorze ans) et en 2015 (au troisième échiquier), ainsi que lors des olympiades de 2014 (au quatrième échiquier) et 2016. Lors de l'olympiade d'échecs de 2016, il jouait au troisième échiquier et l'équipe de Norvège finit cinquième de la compétition, le meilleur résultat de la Norvège lors d'une olympiade.